# Noorse Zee
De Noorse Zee is een zee in Noord-Europa. De Noorse Zee is een randzee van de Atlantische Oceaan en maakt in tegenstelling tot de aangrenzende Noordzee en de Barentszzee geen deel uit van een continentaal plat, maar bereikt een diepte van 3970 meter.
Met de wijzers van de klok mee liggen volgende gebieden rond de zee: de IJslandzee in het zuidwesten, Jan Mayen en de Groenlandzee in het westen, Spitsbergen in het noorden, de Barentszzee in het noordoosten, Noorwegen in het oosten, de Noordzee en de Shetlandeilanden (Verenigd Koninkrijk) in het zuiden, de Faeröer en de Atlantische Oceaan in het zuidwesten en IJsland in het westen.
De grootste stad die min of meer aan de Noorse Zee ligt is de Noorse stad Trondheim.

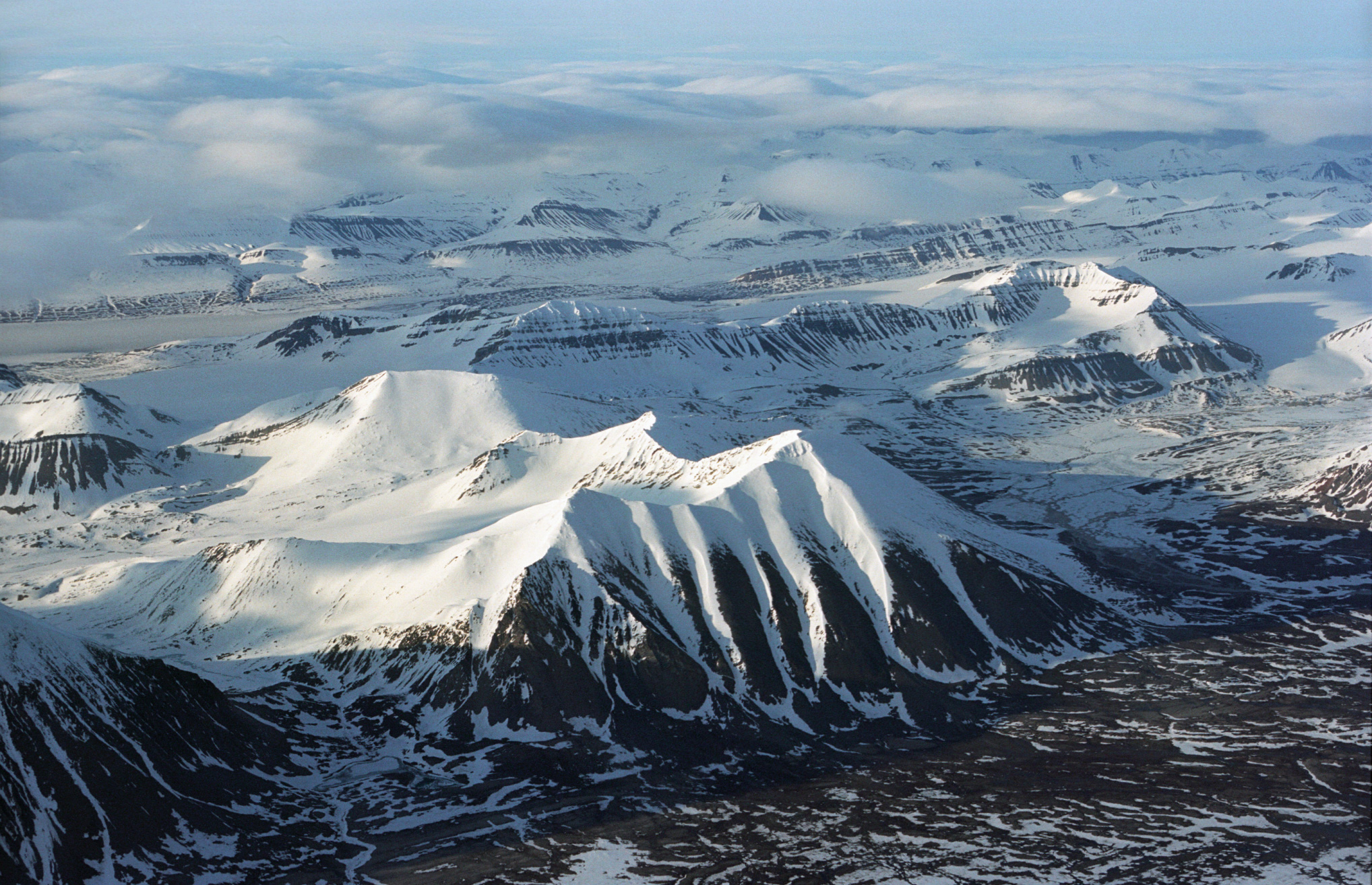
Noordgrens: Spitsbergen
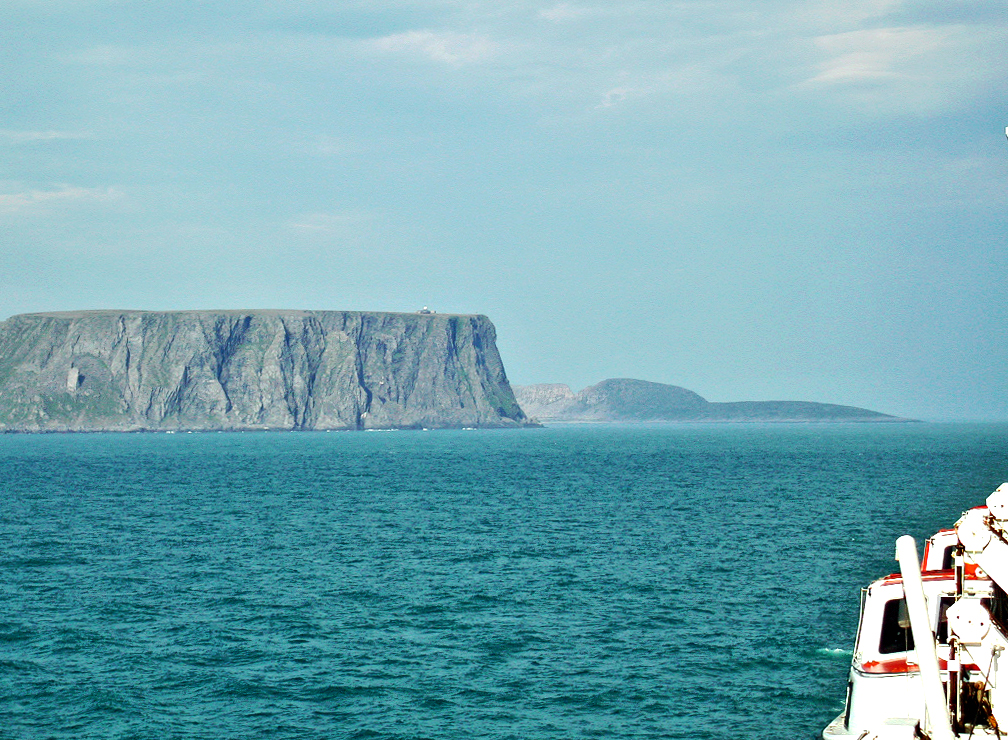
Oostgrens: Noordkaap
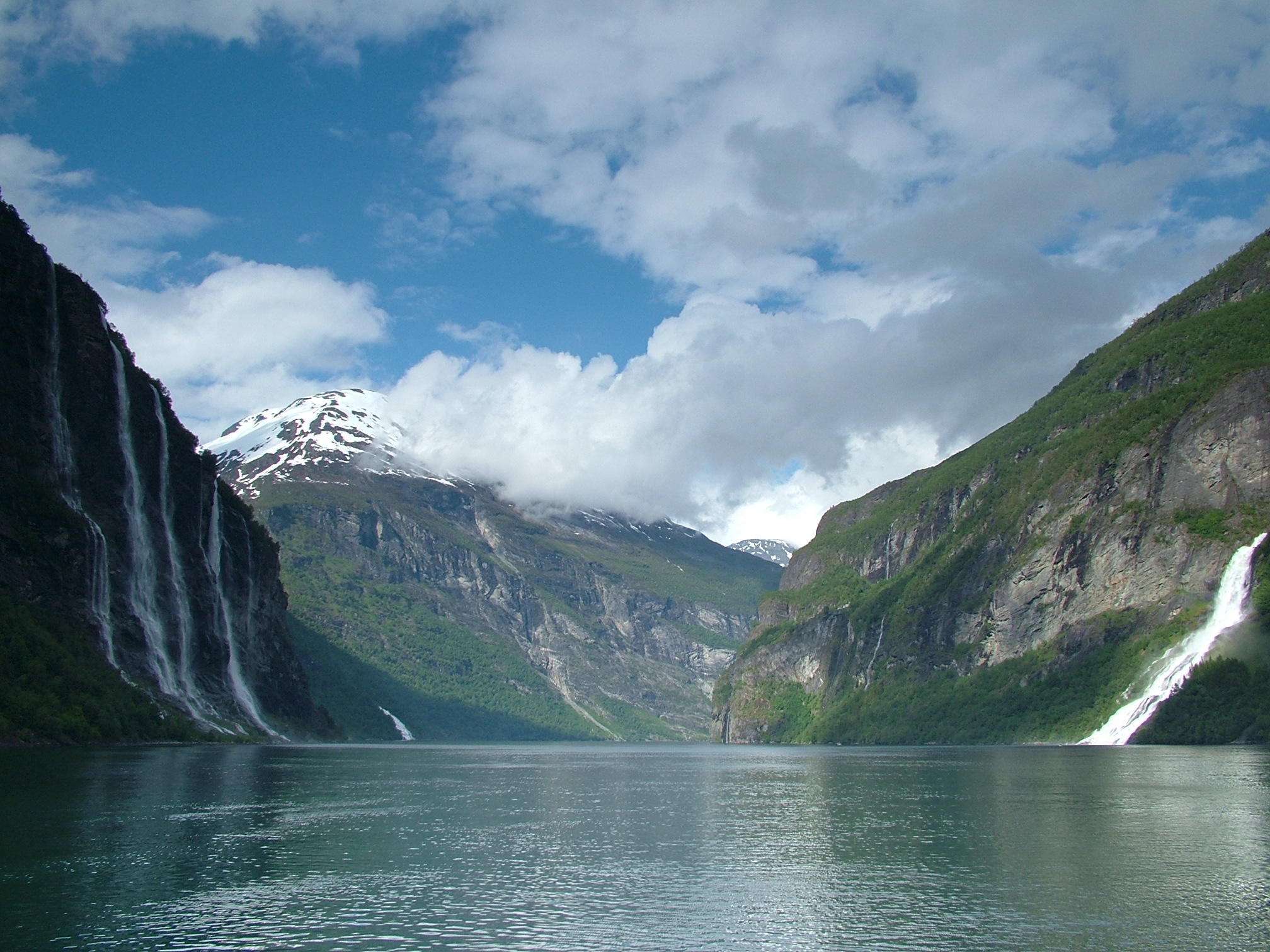
Zuidgrens: Geirangerfjord
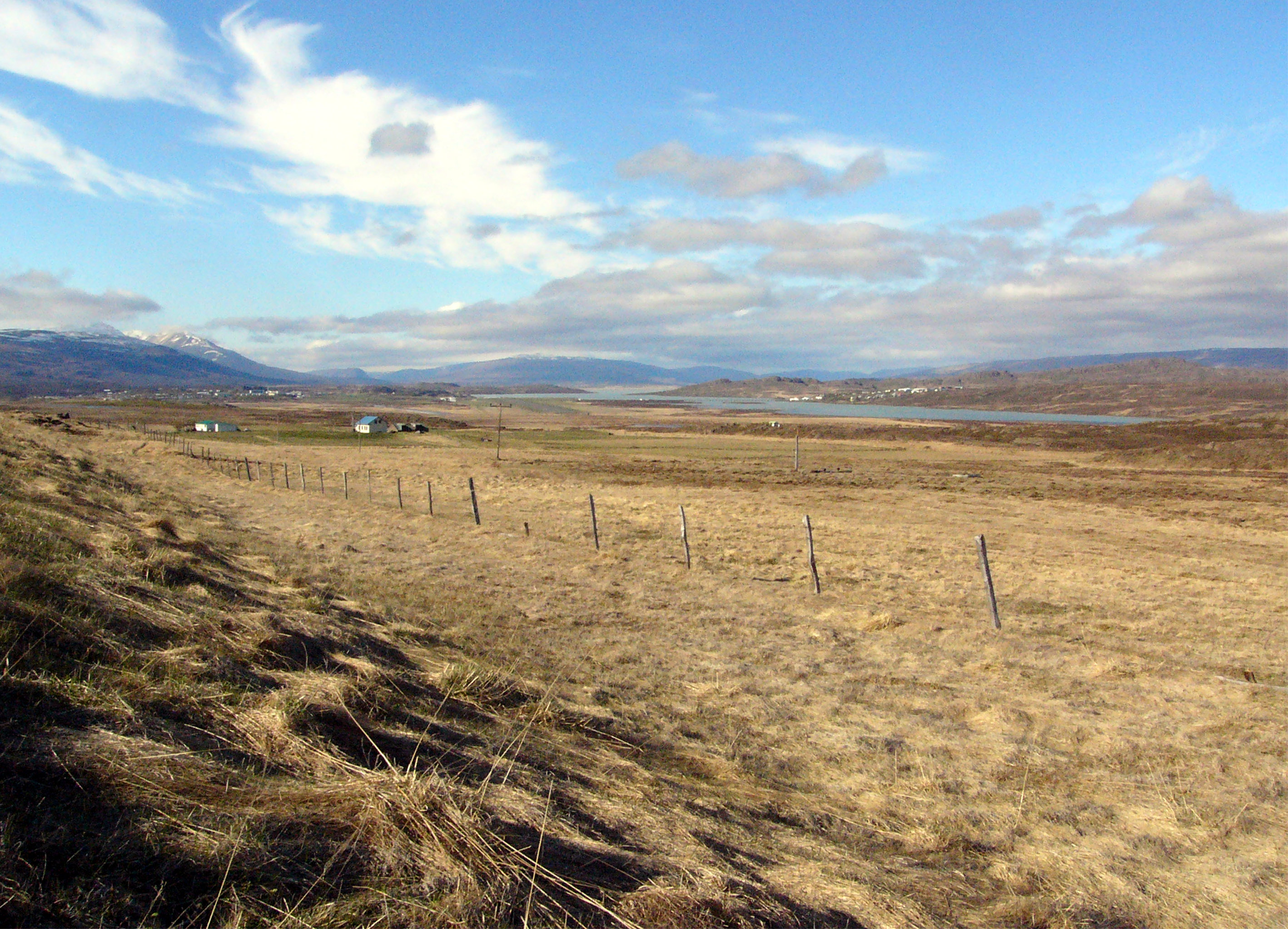
Westgrens: Oostelijk IJsland